# 岡部達味
岡部 達味（おかべ たつみ、1932年4月1日 - ）は、日本の政治学者。専門は、中国外交・中国政治。学位は、社会学博士（東京大学・1973年）。東京都立大学名誉教授。

## 略歴
東京都渋谷区出身。1951年東京都立青山高等学校卒業、1955年東京大学教養学部（国際関係論分科）卒業。1957年同大学院国際関係課程修士課程修了。1973年、東京大学より社会学博士の学位を取得。
1957年から1963年までNHK解説委員室に勤務、その後、国際基督教大学助手（1963-67年）を経て、東京都立大学法学部で専任講師（1967年）、同助教授（1968-75年）、同教授（1975-1995年）を歴任した（1984年から87年まで法学部長）。1995年から2003年までは専修大学法学部教授を務める。
1988年から89年までアジア政経学会理事長、1997年から2001年まで日中友好21世紀委員会日本側座長を務めた。

## 著書

### 単著
- 『現代中国の対外政策』（東京大学出版会, 1971年）
- 『東南アジアと日本の進路――「反日」の構造と中国の役割』（日本経済新聞社［日経新書］, 1976年）
- 『中国の対日政策』（東京大学出版会, 1976年）
- 『中国は近代化できるか――社会主義的発展途上国の苦悩』（日本経済新聞社, 1981年）
- 『中国近代化の政治経済学――改革と開放の行方を読む』（PHP研究所, 1989年）
- 『国際政治の分析枠組』（東京大学出版会, 1992年）
- 『中国の対外戦略』（東京大学出版会, 2002年）
- 『日中関係の過去と将来――誤解を超えて』（岩波書店［岩波現代文庫］, 2006年）

### 共著
- （衞藤瀋吉）『世界の中の中国』（読売新聞社, 1969年）
- （山影進・平野健一郎・土屋健治）『アジアにおける国民統合――歴史・文化・国際関係』（東京大学出版会, 1988年）

### 編著
- 『ASEANをめぐる国際関係』（日本国際問題研究所, 1977年）
- 『中国外交――政策決定の構造』（日本国際問題研究所, 1983年）
- 『ASEANの20年――その持続と発展』（日本国際問題研究所, 1987年）
- 『ASEANにおける国民統合と地域統合』（日本国際問題研究所, 1989年）
- 『岩波講座現代中国（6）中国をめぐる国際環境』（岩波書店, 1990年）
- 『ポスト・カンボジアの東南アジア』（日本国際問題研究所, 1992年）
- 『ポスト冷戦のアジア太平洋』（日本国際問題研究所、1995年）
- 『グレーター・チャイナの政治変容』（勁草書房, 1995年）
- 『アジア政治の未来と日本』（勁草書房, 1995年）
- 『中国をめぐる国際環境』（岩波書店, 2001年）

### 共編著
- （佐藤経明・毛里和子）『中国社会主義の再検討』（日本国際問題研究所, 1986年）
- （毛里和子）『改革・開放時代の中国』（日本国際問題研究所, 1991年）
- （安藤正士）『中国研究ハンドブック』（岩波書店, 1996年）
- （高木誠一郎・国分良成）『日米中安全保障協力を目指して』（勁草書房, 1999年）
- （花井等）『現代国際関係論』（東洋経済新報社、2005年）

### 訳書
- H・E・ソールスベリー『中国とその周辺』（経済往来社, 1968年）
- アレン・S・ホワイティング『中国人の日本観』（岩波書店, 1993年）